# Дейзи фон Шерлер Майер
Дейзи фон Шерлер Майер (на английски: Daisy von Scherler Mayer; родена на 14 септември 1966 г. в Ню Йорк, Ню Йорк) е американска филмова режисьорка и сценаристка.
Дейзи фон Шерлер Майер е родена през 1966 г. в Ню Йорк в семейството на актрисата Саша фон Шерлер и сценариста и филмов продуцент Пол Авила Майер. Дядо ѝ е сценаристът Едуин Юстъс Майер. Като тийнейджърка Дейзи работи зад кулисите на Шекспировия фестивал в Ню Йорк и завършва Уеслианския университет по театрални изследвания и история през 1988 г.
Няколко години по-късно тя дебютира като сценаристка и режисьорка на комедията Crazy Party Girl. Режисира комедии като Madeline, Woo и The Super Guru. Въпреки че The Super Guru печели над 24 милиона щатски долара при бюджет от малко над 10 милиона и следователно е смятан за финансов успех, въпреки смесените отзиви, тя бавно се оттегля от бизнеса и през следващите години режисира спорадично сериали като Aliens in America, Nurse Jackie and Chuck.
Дейзи фон Шерлер Майер е омъжена за композитора Дейвид Карбонара, има две деца от него и живее със семейството си в Бруклин, Ню Йорк. Съпругът ѝ работи върху звуковия монтаж на нейната семейна комедия Madeline през 1998 г. и впоследствие е композитор за нейната комедия The Super Guru. Тъй като той е и композитор на известния сериал Mad Men, успява да я накара да режисира епизод през 2009 г.